# Cris Judar
Cris Judar (São Paulo, 29 de maio de 1971) é escritore e jornalista, com pós-graduação em Jornalismo Cultural pela FAAP, com passagem por redações de jornais e revistas e agências de comunicação. Atualmente, faz Doutorado em Literatura no Programa de Estudos Comparados de Literaturas de Língua Portuguesa na FFLCH - USP (Universidade de São Paulo).  

## Biografia
Judar começou a ler cedo, e por gostar de ler, começou a escrever nos laboratórios de redação no colégio. Todavia, somente quando já trabalhava como jornalista, tomou a iniciativa de reunir seu primeiro conjunto de textos de ficção. Embora não tenha sido sua primeira produção literária, o livro de contos Roteiros para uma Vida Curta (2014) recebeu Menção Honrosa no Prêmio Sesc de Literatura 2014 e foi lançado pela Editora Reformatório em 2016.
Anteriormente, já havia publicado duas graphic novels: Lina (2009), pela Editora Estação Liberdade, e Vermelho, Vivo (2011), pela Devir Brasil.
Em 2015, escreveu o projeto de prosa poética Questions For a Live Writing, após ganhar uma bolsa para  residência literária na Queen Mary University of London. A partir daí, teve textos de sua autoria traduzidos e publicados na Inglaterra, Estados Unidos, Egito, Países Baixos, Espanha, Alemanha, México, Líbano, Indonésia, País Basco e Nigéria.
Seu romance Oito do Sete (Editora Reformatório), contemplado pelo ProAC de Prosa 2014, foi finalista do Prêmio Jabuti 2018 (categoria Melhor Romance) e ganhador do Prêmio São Paulo de Literatura 2018 (categoria Melhor Romance - autores acima de 40 anos). Em dezembro deste mesmo ano, integrou a delegação de autores brasileiros na FIL - Feira Internacional do Livro de Guadalajara.
Em março de 2019, participou da Primavera Literária Brasileira, com apresentações na Sorbonne Université, Fundação Calouste Gulbenkian de Paris, Universidade Paris 1 e Université Libre de Bruxelles. Ainda em 2019, co-organizou a antologia de autores LGBTQs brasileiros A resistência dos vaga-lumes (Editora Nós).
Em 2020, co-organizou a antologia Pandemônio: nove narrativas entre São Paulo - Berlim. No mesmo ano, participou da edição online da Feira do Livro de Frankfurt.
Seu segundo romance, Elas marchavam sob o sol (Dublinense), foi lançado em 2021. O livro teve os direitos de publicação e tradução adquiridos pela editora moçambicana Trinta Zero Nove (ganhadora do International Excellence Awards, oferecido pela Feira do Livro de Londres 2021 e UK Publishers Association), para a editora egípcia Sefsafa Publishing House, para a editora italiana Wordbridge e, mais recentemente, para a casa editorial estadunidense Fonograf Editions. Ainda neste ano, foi publicado no Brasil seu primeiro livro infantil, Uma criatura no canto do meu quarto (Editora Cuore).
Cris Judar foi um dos escritores brasileiros selecionados para a antologia Calico Series, publicada em 2021 pela editora estadunidense Two Lines Press. Outro projeto de natureza coletiva e internacional do qual participou chama-se Lumbung: contos de mutirão, uma antologia de contos de ficção articulada pela megaexposição de arte contemporânea Documenta, publicada por editoras de sete países e lançada no Brasil, em 2022, pela Dublinense.

## Prêmios literários e incentivos culturais
- ProAc (Programa de ação Cultural da Secretaria de Estado da Cultura do Governo do Estado de São Paulo) de HQ 2008 – Lina.
- ProAc (Programa de ação Cultural da Secretaria de Estado da Cultura do Governo do Estado de São Paulo) de HQ 2010 – Vermelho, vivo.
- ProAc (Programa de ação Cultural da Secretaria de Estado da Cultura do Governo do Estado de São Paulo) de Literatura 2014 – Oito do Sete.
- Menção Honrosa no Prêmio SESC de Literatura 2014 – Roteiros para uma vida curta.
- Bolsa de residência literária na Queen Mary University of London, oferecida pelo Ministério da Cultura do Brasil e pelo British Council (2015).
- Finalista no Prêmio Jabuti 2018 – categoria Melhor Romance – Oito do Sete.
- Prêmio São Paulo de Literatura 2018, categoria Melhor Romance (autores acima de 40 anos) – Oito do Sete.

## Obras publicadas

### HQ
- Lina (2009) – com o ilustrador Bruno Auriema - Editora Estação Liberdade
- Vermelho, Vivo (2011) – com o ilustrador Bruno Auriema - Editora Devir

### Conto
- Roteiros para uma vida curta (2016) - Editora Reformatório (Menção Honrosa - Prêmio SESC de Literatura 2014).

Infantil
- Uma criatura no canto do meu quarto (2021) - com o ilustrador Fernando Luiz - Editora Cuore

Romance
- Oito do Sete (2017) - Editora Reformatório (livro vencedor do Prêmio São Paulo de Literatura e finalista do Prêmio Jabuti, ambos em 2018)
- Elas marchavam sob o sol (2021) - Dublinense

### Antologias
- RelevO 5 anos (2015) - Jornal RelevO
- Cem anos de amor, loucura & morte (2017) - Editora Moinhos
- Cada um por si e Deus contra todos (2017) - Editora Tinta Negra
- Perdidas – histórias para crianças que não têm vez (2017) - Imã Editorial.
- A resistência dos vaga-lumes – antologia brasileira escrita por LGBTQs (2019) - Editora Nós
- Contos Brutos – 33 textos sobre autoritarismo (2019) - Editora Reformatório
- Antifascistas: contos, crônicas e poemas de resistência (2019) - Editora Mondrongo
- Tudo vai ficar bem - série de ficção sobre o enfrentamento do isolamento social no Brasil (2020) - Storytell
- Pandemônio – nove narrativas entre São Paulo - Berlim/Pandemonium – nine narratives bridging São Paulo - Berlin (2020)- PANdemônio Edições
- CUÍER (2021) – Two Lines Press
- Lumbung: contos de mutirão (2022) – Dublinense